# Psychotria penduliflora
Psychotria penduliflora là một loài thực vật có hoa trong họ Thiến thảo. Loài này được Ridl. miêu tả khoa học đầu tiên năm 1923.